# Рощино (Сахалинская область)
Ро́щино — село в Смирныховском городском округе Сахалинской области России.

## География
Село находится на берегу реки Борисовка, на расстоянии 25 км от пгт Смирных, административного центра округа.

## История
До 1945 года село принадлежало японскому губернаторству Карафуто и называлось Ханда (яп. 半田).

## Население
| 1935 | 2002 | 2010 | 2013 | 2021 |
| ---- | ---- | ---- | ---- | ---- |
| 27   | ↗571 | ↘428 | ↘411 | ↘308 |

### Половой состав
Согласно результатам переписи 2002 года, в селе проживал 571 человек (290 мужчин и 281 женщина).

### Национальный состав
Согласно результатам переписи 2002 года, в национальной структуре населения русские составляли 85 %.

## Улицы
| - ул. Берёзовая, - ул. Комсомольская, - ул. Лесопильная, - ул. Новая, - ул. Октябрьская, | - ул. Парковая, - ул. Советская, - ул. Хузизянова, - ул. Школьная, - ул. Южная Хандаса. |

## Инфраструктура
В селе функционируют школа и фельдшерско-акушерский пункт.

## Транспорт
Вблизи села расположена станция Южная Хандаса Сахалинского региона Дальневосточной железной дороги.

## Достопримечательности
- Памятный знак на рубеже, с которого начались боевые действия советских войск по освобождению Южного Сахалина от японских войск, находится в 6 км к северу от села у трассы 64Н-1 Южно-Сахалинск — Оха.